# Orion Pictures

Orion Pictures Logo

Die Orion Pictures ist ein Unternehmen, welches in der Produktion und dem Vertrieb von Fernseh- und Filminhalten tätig ist.

## Geschichte

### Gründung
Aufgrund von Differenzen zwischen dem Management der United Artists und deren Mutterfirma Transamerica Corporation stiegen drei hochrangige Manager aus dem von Charlie Chaplin, Mary Pickford, Douglas Fairbanks senior und David Wark Griffith gegründeten Filmunternehmen aus: Arthur B. Krim, Robert Benjamin und Eric Pleskow.
Dieser Schritt kann ihnen nicht leichtgefallen sein, da Krim und Benjamin 1951 die United Artists von ihren vorherigen Eigentümern erwarben und aus dem reinen Filmverleih eine florierende Filmgesellschaft schufen. Diese war seitdem auch an der Produktion von Kinofilmen beteiligt und die Tochterunternehmen United Artists Records und United Artists Television wurden gegründet. Außerdem etablierten die neuen Eigentümer einen weltweit operierenden Filmverleih. Doch nachdem die Transamerica Corporation das Filmunternehmen 1968 erworben hatte, kam es zu Spannungen zwischen den Managern der United Artists und der neuen Mutterfirma. Trotz großer kommerzieller und wirtschaftlicher Erfolge in den 1970er Jahren verstand die Transamerica Corporation als Eigentümer das Geschäft der Unterhaltungsindustrie nicht. Das United-Artists-Management war im Nachhinein über ihre Entscheidung des Verkaufs ebenfalls unzufrieden. Dies mündete 1978 im Rücktritt von Krim, Benjamin und Pleskow – dem kreativen Leiter der United Artists.
Kurze Zeit danach schufen die drei zusammen mit dem Medienkonzern Warner Communications die Orion Pictures Corporation als Joint Venture. Das Trio kümmerte sich um die Filmproduktion und das Filmunternehmen. Warner Bros. war für den weltweiten Vertrieb dieser zuständig. Diese Zusammenarbeit fand im Jahr 1982 ihr Ende. Die Rechte an den bis dahin geschaffenen Kinofilmen verblieben beim Unternehmen Warner Bros.

### Fusion mit Filmways, Inc.
1982 fusionierte die Orion Pictures Corporation mit dem Unternehmen Filmways, Inc. Dieses war in den 60er Jahren durch die Produktion von Fernsehserien bekannt geworden. In den 70er Jahren produzierte Filmways, Inc. hauptsächlich zweitklassige Kinofilme. Das Hauptinteresse der Orion bestand aber an den Rechten der Filmbibliothek der Tochterfirma American International Pictures.
Die Orion Pictures Corporation erzielte in den folgenden Jahren einige künstlerische und wirtschaftliche Erfolge. Dazu zählen die Oscar-Gewinner Amadeus, Platoon, Der mit dem Wolf tanzt und Das Schweigen der Lämmer. Zuspruch vom Publikum bekamen die produzierten Woody-Allen-Filme sowie die ersten Terminator- und Robocop-Filme. Daneben fielen aber viele Filme des Unternehmens an der Kinokasse durch.
Die Orion Pictures Corporation tätigte den Filmverleih und den Vertrieb im Home-Entertainment-Bereich in den USA selbständig. Außerhalb der Vereinigten Staaten wurden entweder lokale Filmverleiher herangezogen oder man bediente sich des Verleihapparates einer anderen US-amerikanischen Filmgesellschaft, wie zum Beispiel der internationalen Arme der 20th Century Fox oder Columbia Pictures.

### Eingliederung in die Metromedia
Aus Hochachtung vor Arthur Krim investierte der Milliardär John Kluge im Jahr 1986 in die Orion Pictures Corporation. Bis zum Jahr 1988 wurde dieser über die Metromedia Mehrheitseigner der Firma.
Aufgrund finanzieller Probleme ging die Orion Pictures Corporation im Jahr 1992 mit 700 Mio. US$ Schulden Konkurs, obwohl in kurzer Folge zwei große Hits (Das Schweigen der Lämmer und Der mit dem Wolf tanzt) auf den Markt gebracht wurden und insgesamt 12 Oscars gewonnen wurden. Schuld daran waren etliche Flops wie Angriff der 20-Meter-Frau. Durch das Konkursverfahren konnten einige schon vorher fertiggestellte Kinofilme erst 1994 die Kinoleinwand erblicken. Ein späterer Erfolg, Addams Family, musste vor dem Kinostart an ein anderes Studio verkauft werden.
Die Fernsehabteilung der Orion Pictures Corporation wurde aufgrund der finanziellen Probleme an den US-amerikanischen Fernsehsender American Broadcasting Company verkauft und wurde in ABC Productions umbenannt. Die Rechte an den produzierten Serien wurden weiterhin von der Orion Pictures Corporation gehalten. ABC war in der Zeit der Insolvenz Inhaber der Fernsehrechte des Filmunternehmens.
1996 endete das Konkursverfahren.

### Verkauf an Metro-Goldwyn-Mayer
John Kluges Metromedia erwarb die beiden Filmunternehmen The Samuel Goldwyn Company und Motion Pictures Corporation of America und gliederte diese in sein Unternehmen ein. 1997 verkaufte die Metromedia diese beiden zusammen mit der Orion Pictures Corporation an Kirk Kerkorians Metro-Goldwyn-Mayer. Der Kaufpreis betrug 573 Millionen Dollar. Abgeschlossen wurde das Geschäft 1998. Der Wert des Kaufes bestand vor allem aus den großen Filmbibliotheken der einzelnen Unternehmen.
Die Orion Pictures Corporation blieb nur auf dem Papier als eigenständige Filmproduktionseinheit bestehen. Auch gab es von Seiten der MGM Überlegungen, das Tochterunternehmen als spezielles Label für kostengünstige Unterhaltungsfilme zu etablieren.
Der MGM-Löwe wurde allen DVD-Auswertungen der Filme aus dem Orion-Pictures-Corporation-Rechtestock hinzugefügt. Zu diesem gehören die Rechte an den Filmen der Filmways, Inc., der American International Pictures und den eigenen nach 1982 produzierten Werken.
Durch den Verkauf der Metro-Goldwyn-Mayer an ein durch die Sony Corporation of America geführtes Konsortium wanderte die Orion Pictures Corporation mitsamt ihrer Filmbibliothek ebenfalls in deren Besitz.

### Mögliche Zukunft
Ein Relaunch der Produktionsfirma oder auch nur des Labels Orion Pictures Corporation ist unter dem neuen Eigentümer unwahrscheinlich, weil die Sony Pictures Entertainment schon im Besitz der Columbia Pictures, TriStar Pictures, Screen Gems, Sony Pictures Classics und seit dem Jahr 2005 auch der Metro-Goldwyn-Mayer und der United Artists ist.